# Mua sắm qua cửa sổ
Mua sắm qua cửa sổ, đôi khi được gọi là xem qua, đề cập đến một hoạt động trong đó người tiêu dùng xem qua hoặc kiểm tra hàng hóa của cửa hàng như một hình thức giải trí hoặc tìm kiếm bên ngoài mà không có ý định mua tại thời điểm hiện tại. Tùy thuộc vào từng cá nhân, mua sắm qua cửa sổ có thể được sử dụng làm trò tiêu khiển hoặc để có được thông tin về sự phát triển của sản phẩm, sự khác biệt về thương hiệu hoặc giá bán.
Sự phát triển của mua sắm qua cửa sổ, như một hình thức giải trí, có liên quan mạnh mẽ với sự gia tăng của tầng lớp trung lưu ở châu Âu thế kỷ thứ mười bảy và mười tám. Cửa lắp kính là một tính năng trung tâm của các khu mua sắm lớn lan rộng khắp châu Âu từ cuối thế kỷ 18. Đi dạo trong các cung điện này đã trở thành trò tiêu khiển phổ biến từ thế kỷ XIX cho tầng lớp trung lưu mới nổi.
Theo truyền thống, mua sắm qua cửa sổ liên quan đến việc ghé thăm một cửa hàng truyền thống để kiểm tra sản phẩm nhưng cũng được thực hiện trực tuyến trong thời gian gần đây do có sẵn internet và thương mại điện tử. Một người thích mua sắm qua cửa sổ được biết đến như một người mua sắm qua cửa sổ.

## Lịch sử

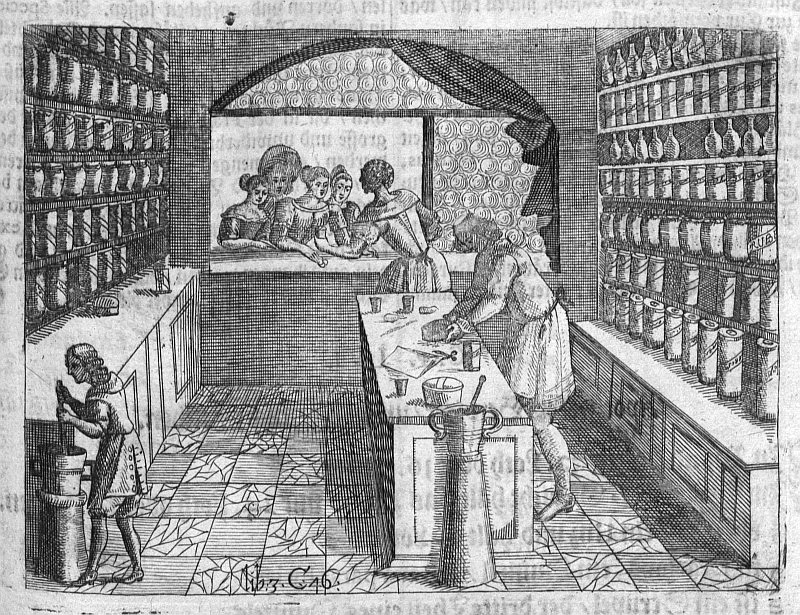
Một cửa hàng thế kỷ 17 điển hình, khách hàng được phục vụ thông qua việc mở ra đường; cửa chớp được sử dụng chứ không phải kính

Sự phát triển của mua sắm qua cửa sổ, như một hình thức giải trí, gắn liền với sự gia tăng của tầng lớp trung lưu ở châu Âu thế kỷ thứ mười bảy và mười tám. Khi mức sống được cải thiện trong thế kỷ 17, người tiêu dùng từ một loạt các nền tảng xã hội bắt đầu mua hàng hóa vượt quá nhu cầu cơ bản. Một tầng lớp trung lưu mới nổi hoặc giai cấp tư sản kích thích nhu cầu đối với hàng hóa xa xỉ và hành động mua sắm được coi là một trò tiêu khiển hay một hình thức giải trí thú vị. Mua sắm cho niềm vui đã trở thành một hoạt động đặc biệt quan trọng đối với phụ nữ trung lưu và thượng lưu, vì nó cho phép họ vào khu vực công cộng mà không cần phải có người đi kèm.
Trước thế kỷ 17, cửa sổ kính tráng men hầu như không được biết đến. Thay vào đó, các chủ cửa hàng ban đầu thường có một cửa trước với hai cửa mở rộng hơn ở hai bên, mỗi cửa được che bằng cửa chớp. Các cửa chớp được thiết kế để mở để phần trên cùng tạo thành một tán cây trong khi phía dưới được gắn chân để nó có thể phục vụ như một cửa hàng. Các học giả cho rằng kinh nghiệm của người mua sắm thời trung cổ là rất khác nhau. Nhiều cửa hàng đã mở cửa trên đường phố nơi họ phục vụ khách hàng. Cửa sổ bằng kính, rất hiếm trong thời trung cổ, có nghĩa là nội thất cửa hàng là những nơi tối tăm khó cho việc kiểm tra chi tiết hàng hóa. Người mua hàng, những người hiếm khi vào cửa hàng, có khá ít cơ hội để kiểm tra hàng hóa trước khi mua.
Kính được sử dụng rộng rãi từ đầu thế kỷ 18. Các nhà bình luận người Anh đã chỉ ra tốc độ lắp đặt kính, Daniel Defoe, viết vào năm 1726, lưu ý: "Chưa bao giờ có bức tranh và bang hội như vậy, những tấm kính và giống như kính nhìn như chủ cửa hàng như bây giờ."  Sự sẵn có rộng rãi của kính tấm trong thế kỷ 18 đã khiến các chủ cửa hàng xây dựng các cửa sổ kéo dài toàn bộ cửa hàng của họ để trưng bày hàng hóa nhằm thu hút khách hàng. Một trong những người London đầu tiên thử nghiệm loại kính mới này trong bán lẻ là thợ may Francis Place tại cơ sở Charing Cross của mình.

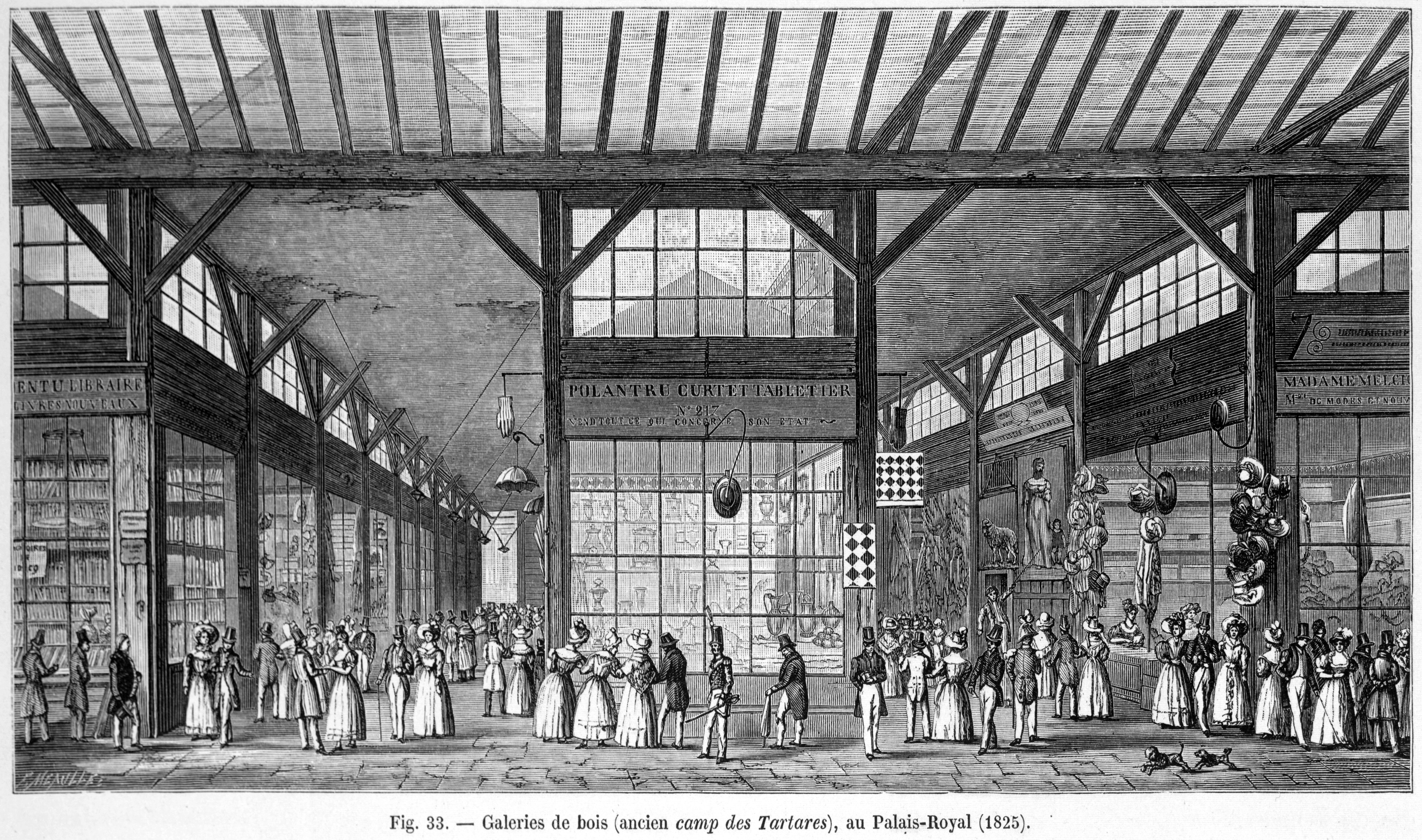
Galeries de bois tại Palais-Royal, một trong những khu mua sắm sớm nhất ở châu Âu, với bằng chứng về kính mở rộng

Ở Paris, nơi người đi bộ sống với sự vắng mặt ảo của vỉa hè, các nhà bán lẻ rất muốn thu hút người mua sắm bằng cách cung cấp một môi trường mua sắm an toàn khỏi những con đường bẩn thỉu và ồn ào và bắt đầu xây dựng những thương xá thô sơ, cuối cùng phát triển thành những thương xá lớn cuối thế kỷ 18 và thống trị bán lẻ trong suốt thế kỷ 19. Khai trương vào năm 1771, Colisée, nằm trên đại lộ Champs Elysées, bao gồm ba thương xá, mỗi thương xá có mười cửa hàng, tất cả đều chạy ra một phòng khiêu vũ trung tâm. Đối với người dân Paris, địa điểm này được xem là quá xa xôi và khu giải trí đã đóng cửa sau hai năm mở cửa. Tuy nhiên, Galerie de Bois, một loạt các cửa hàng bằng gỗ được liên kết với phần cuối của Palais-Royal (ảnh), đã mở cửa vào năm 1786 và trở thành một phần trung tâm của đời sống xã hội Paris. Trong vòng một thập kỷ, khu phức hợp mua sắm Palais đã thêm nhiều cửa hàng cũng như quán cà phê và nhà hát. Vào thời hoàng kim, Palais-Royal là một khu phức hợp gồm các khu vườn, cửa hàng và địa điểm giải trí nằm trên vành đai bên ngoài của khuôn viên cung điện cũ, dưới hàng cột ban đầu. Khu vực này tự hào có 145 cửa hàng, quán cà phê, tiệm, tiệm làm tóc, hiệu sách, bảo tàng, và nhiều ki-ốt giải khát cũng như hai nhà hát. Các cửa hàng bán lẻ chuyên về hàng hóa xa xỉ như đồ trang sức cao cấp, lông thú, tranh vẽ và đồ nội thất được thiết kế để thu hút giới thượng lưu giàu có.
Lấy cảm hứng từ sự thành công của Palais-Royal, các nhà bán lẻ trên khắp châu Âu đã dựng lên các khu mua sắm lớn và phần lớn theo mô hình Paris bao gồm việc sử dụng rộng rãi kính tấm. Không chỉ các mặt tiền cửa hàng được làm bằng kính tấm, mà một đặc điểm đặc trưng của khu mua sắm hiện đại là sử dụng kính trong một mái nhà theo phong cách sân trước, cho phép ánh sáng tự nhiên và giảm nhu cầu về nến hoặc ánh sáng điện. Các thương xá lớn hiện đại đã mở ra khắp châu Âu và ở Antipodes. Passage de Feydeau ở Paris (mở cửa năm 1791) và Passage du Claire năm 1799; Thương xá Piccadilly của London (khai trương năm 1810); Passage Colbert của Paris (1826) và Galleria Vittorio Emanuele (1878) của Milan. Thương xá Burlington của London, mở cửa vào năm 1819, tự định vị là một địa điểm thanh lịch và độc quyền được thiết kế để thu hút giới thượng lưu, ngay từ đầu. Một số ví dụ sớm nhất về các khu mua sắm với cửa sổ bằng kính mở rộng xuất hiện ở Paris. Đây là một trong những cửa hàng hiện đại đầu tiên sử dụng cửa sổ bằng kính để trưng bày hàng hóa. Các cung điện lớn đáng chú ý khác của thế kỷ XIX bao gồm Galeries Royales Saint-Hubert ở Brussels, được khánh thành vào năm 1847, Çiçek Pasajı của Istanbul được khai trương vào năm 1870 và Galleria Vittorio Emanuele II của Milan, được khai trương lần đầu tiên vào năm 1877.
Đi dạo trong các thương xá này đã trở thành trò tiêu khiển phổ biến từ thế kỷ XIX cho tầng lớp trung lưu mới nổi. Được thiết kế để thu hút tầng lớp trung lưu lịch lãm, những khu mua sắm này trở thành nơi để mua sắm và được nhìn thấy. Các cửa hàng cá nhân được trang bị cửa sổ bên ngoài bằng kính dài cho phép tầng lớp trung lưu mới nổi đến cửa hàng và thỏa sức tưởng tượng, ngay cả khi họ không thể mua được giá bán lẻ cao của các cửa hàng xa xỉ bên trong thương xá.

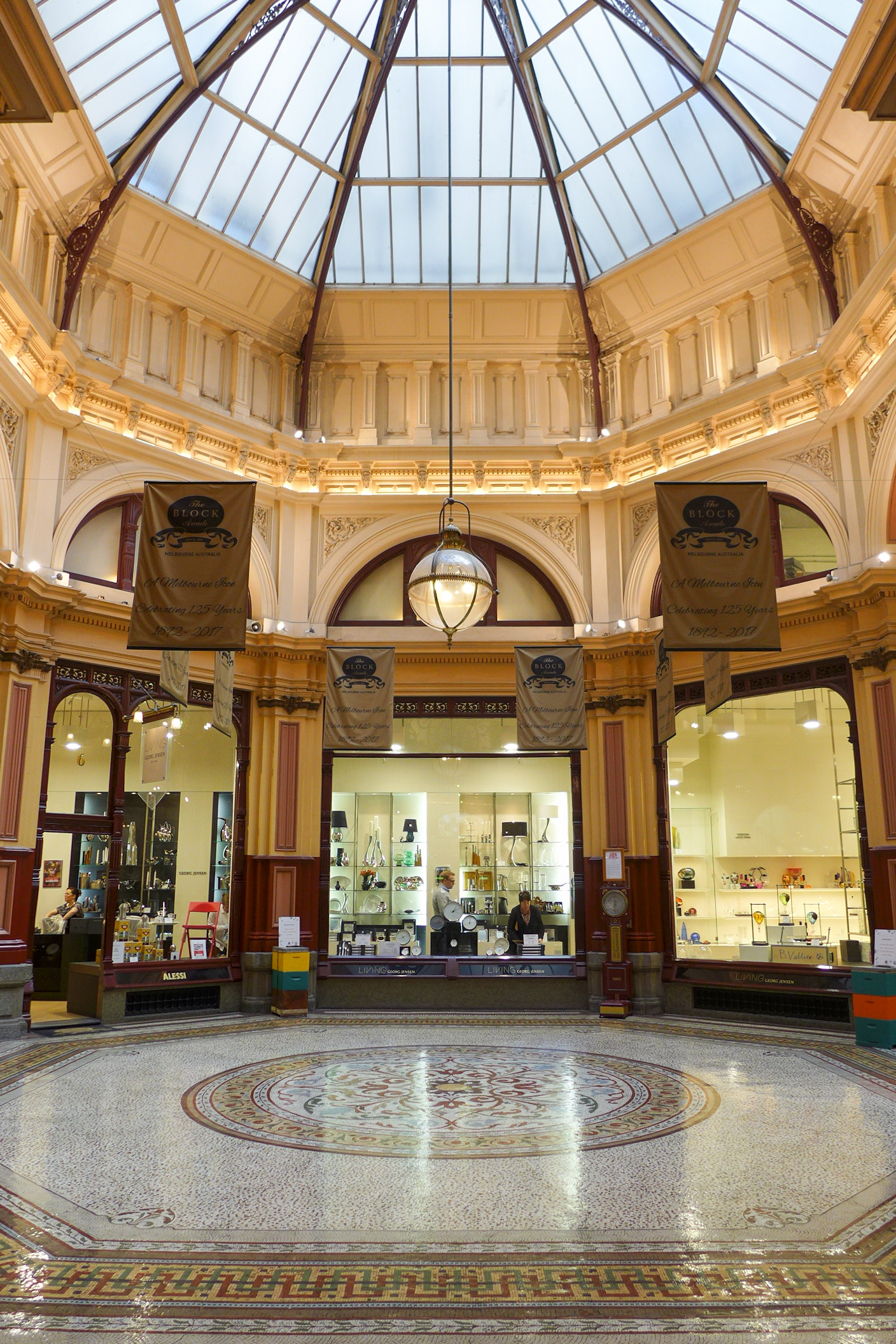
Thương xá Block, Melbourne, minh họa việc sử dụng kính ở mặt tiền cửa hàng và đường viền mái nhà

Vào những năm 1900, sự phổ biến của trưng bày cửa sổ đã tăng lên và cửa sổ trưng bày trở nên phức tạp hơn, tiếp tục thu hút không chỉ những người muốn mua hàng mà cả người qua đường bởi vẻ đẹp được đánh giá cao đó. Để đạt được tính thẩm mỹ cao, chủ cửa hàng và quản lý sẽ thuê người trang trí hoặc thợ trang trí cửa sổ để sắp xếp hấp dẫn hàng hóa trong cửa sổ của cửa hàng; Thật vậy, thiết kế cửa sổ trưng bày chuyên nghiệp đã sớm trở thành một đối tượng được sử dụng để thu hút người mua hàng vào các cửa hàng.

## Như một hình thức giải trí
Hầu hết đàn ông đều lầm tưởng rằng bạn nhìn vào cửa sổ hiển thị để tìm thứ gì đó để mua. Phụ nữ biết rõ hơn. Họ thích mua sắm cửa sổ vì lợi ích riêng của nó. Cửa sổ, khi bạn nhìn vào chúng với đôi mắt tìm kiếm niềm vui, là những nơi xa lạ đầy phiêu lưu tinh thần. Chúng chứa những manh mối đầu tiên cho hàng chục cuộc săn tìm kho báu mà nếu bạn theo dõi chúng, sẽ dẫn đến nhiều loại kho báu khác nhau. - MW Marston, The Rotaries, tháng 9 năm 1938 
 Cửa sổ mua sắm đồng nghĩa với việc ở trong thành phố và hơn nữa, cung cấp cho phụ nữ một lý do chính đáng để có thể di chuyển nơi công cộng mà không cần người đi kèm. Vào cuối những năm 1800, di chuyển nơi công cộng mà không có nam giới đi kèm được xem là điều gây một chút tai tiếng vì không phải ai cũng hài lòng về sự xâm nhập của phụ nữ vào cuộc sống thành thị. Nhiều người khinh những phụ nữ đi bộ trên đường phố một mình và thậm chí người phụ trách chuyên mục báo chí đã lên án thói quen mua sắm của họ là "hành vi dâm ô của chủ nghĩa tiêu dùng công cộng."  Tuy nhiên, sự nổi lên của cửa sổ trưng bày ban đầu đã tạo cho phụ nữ một chỗ đứng trong thành phố hiện đại, và đối với nhiều người, đó là một trò tiêu khiển mới. Chẳng mấy chốc, các bà nội trợ bắt đầu rong ruổi khắp thành phố dưới cái cớ mua sắm. Mua sắm trong bối cảnh này không phải lúc nào cũng liên quan đến việc mua thực tế, nó liên quan nhiều hơn đến những thú vui của việc lướt qua, ngắm cảnh, trưng bày và con người.
Trước khi giới thiệu kính tấm cho các cửa hàng và phát triển mua sắm qua cửa sổ, mọi người không thể chỉ vào cửa hàng mà không có ý định mua hàng; thậm chí đi bộ chầm chậm vòng vòng chỉ để cho vui hoặc để thời gian trôi qua. Hầu hết các cửa hàng trước và trong Thế chiến II đều nhỏ, không đủ chỗ cho mọi người chỉ đi và nán lại. Các cửa hàng ban đầu tiên phong trong việc chuyển đổi khách hàng truyền thống thành người tiêu dùng hiện đại và chỉ là "hàng hóa" thành "dấu hiệu hàng hóa" hay "hàng hóa tượng trưng". Do đó, họ đặt nền tảng của một nền văn hóa mà chúng ta vẫn sống. Sự bảo trợ của người dân đối với các cửa hàng được chuyển đổi từ việc chỉ đi bộ, mua và rời đi để "mua sắm", đặc biệt là cho phụ nữ. Mua sắm không còn bao gồm mặc cả với người bán mà là khả năng mơ với đôi mắt mở, nhìn chằm chằm vào hàng hóa và tận hưởng cảnh tượng đầy cảm giác của chúng.
Với sự phát triển của các trung tâm ngoại thành lớn, đặc biệt là sau Thế chiến II và gần đây là các cửa hàng bán hàng ở các đường phố trung tâm, các địa điểm mua sắm đang trở thành không gian hỗn hợp pha trộn hàng hóa và giải trí theo tỷ lệ khác nhau. Các hình thức nhỏ của các cửa hàng và nhà phân phối bán lẻ truyền thống đã được thay thế bằng các trung tâm mua sắm và trung tâm mua sắm lớn, đặc trưng cho bán lẻ phương Tây đương đại. Trong thời hiện đại này, mặc dù các khu mua sắm và trung tâm mua sắm đều có giá cả cố định, người ta có thể vào và ra tùy ý mà không cần mua bất kỳ mặt hàng nào. Nó đã trở thành một nơi xã hội hóa hoặc giải trí cho hầu hết mọi người, đặc biệt là phụ nữ. Niềm vui, ý nghĩa và năng lực mà người tiêu dùng đưa vào tại các trung tâm mua sắm và cửa hàng bách hóa rộng hơn nhiều so với khả năng mặc cả về giá và mua đồ vật: trong những không gian này, mọi người không chỉ mua đồ, họ theo kịp thế giới mọi thứ, dành thời gian với bạn bè trong một môi trường bóng bẩy chứa đầy cả tưởng tượng và thông tin. Trên thực tế, khoảng một phần ba những người vào trung tâm mua sắm rời đi mà không mua bất cứ thứ gì. Trong thực tế, do đó, mua sắm qua cửa sổ là một hoạt động hỗn hợp, được thực hiện khác nhau theo bản sắc xã hội của người mua sắm.

## Bộ sưu tập

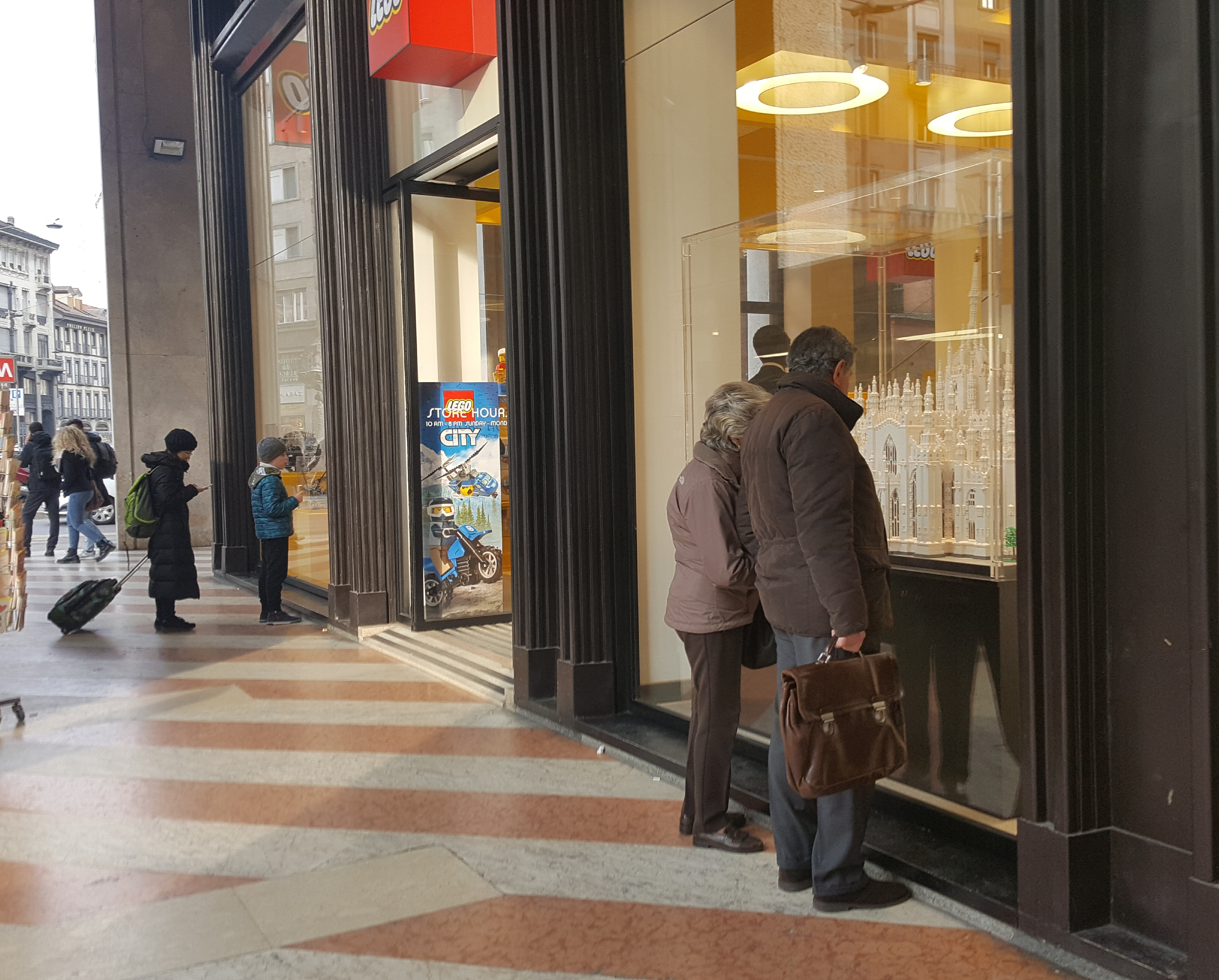
Mọi người nhìn chằm chằm vào hàng hóa được hiển thị trong cửa sổ cửa hàng
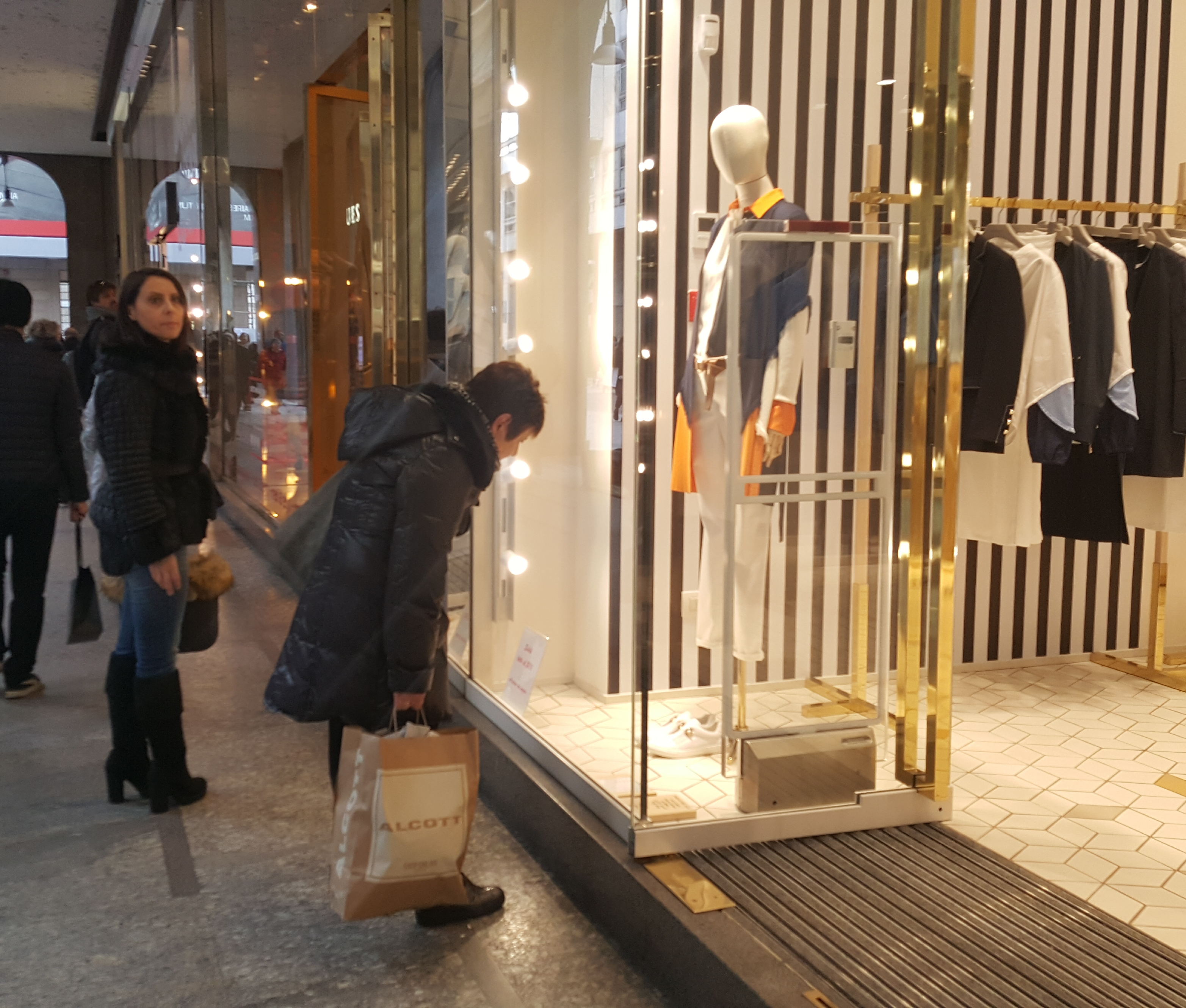
Một cửa sổ phụ nữ mua sắm

## Cửa sổ mua sắm trực tuyến
Có một số loại người tiêu dùng dành nhiều thời gian ở các chợ trực tuyến nhưng không bao giờ mua bất cứ thứ gì hoặc thậm chí không có ý định mua và vì không có "chi phí vận chuyển" nào được yêu cầu khi truy cập vào một trang web cửa hàng trực tuyến, việc truy cập một trang web dễ dàng hơn nhiều cửa hàng ngoại tuyến. Nhóm người tiêu dùng trực tuyến này được gọi là người mua sắm trên cửa sổ điện tử, vì họ chủ yếu bị thúc đẩy bởi sự kích thích và chỉ có động lực để lướt internet bằng cách truy cập các trang web mua sắm thú vị. Những người mua sắm điện tử này xuất hiện như những người mua sắm tò mò chỉ quan tâm đến việc xem những gì ở ngoài đó thay vì cố gắng đàm phán để có được mức giá thấp nhất có thể. Những người mua sắm qua cửa sổ trực tuyến này sử dụng tin tức và hình ảnh của các sản phẩm để tìm kiếm trải nghiệm khoái lạc cũng như luôn cập nhật tình trạng của ngành và các xu hướng mới.

## Văn hóa thịnh hành

### Âm nhạc
- " Window Shopper ", một đĩa đơn của rapper 50 Cent.
- " Window Shopping ", một bài hát được viết bởi Marcel Joseph và được phổ biến bởi ca sĩ nhạc đồng quê Hank Williams, người đã phát hành bài hát này vào tháng 7 năm 1952 trên MGM Records.
- "Nan, you’re a Window Shopper", nhại lại Window Shopper 50 Cent của Lily Allen.

### Phim ảnh
- Breakfast at Tiffany's, một bộ phim hài lãng mạn của Mỹ năm 1961 do Blake Edwards đạo diễn và George Axelrod viết kịch bản, nổi bật với cửa hàng Audrey Hepburn mua sắm tại Tiffany & Co. trong cảnh đầu tiên.

### Sách
- Cửa sổ thời trang Mua sắm, một cuốn sách của David Choi.
- Cửa hàng mua sắm, một cuốn sách của Anne Friedberg.
- Cửa sổ mua sắm qua bức màn sắt, một cuốn sách của David Hlynsky.